# Аджи-Бей Джамі
Аджи-Бей Джамі (крим. Acı Bey Cami) — мечеть села Таракташ (Дачне) Феодосійського району Автономної Республіки Крим.
Ця культова будівля по праву вважається головним архітектурним надбанням села. Отримала назву від сусіднього села Аджи-Бай, що зникло після депортації кримських татар.
Визнана пам'яткою архітектури (Постанова Ради Міністрів Криму від 14.12.1992 № 261).

## Опис
Будівля мечеті є прямокутною спорудою, орієнтованою з півночі на південь. Початкове покриття було черепичне («кримка» або «татарка»).
Стіни складені з тесаного та бутового каменю-пісковика неправильної форми, але з рівною зовнішньою поверхнею.
У мечеті збереглися чотири початкові віконні отвори, обрамлені лиштвою з профільованим сандриком «Л» у готичному стилі. Щоп'ятниці тут проводиться джума-намаз (обов'язкова колективна молитва).

## Історія

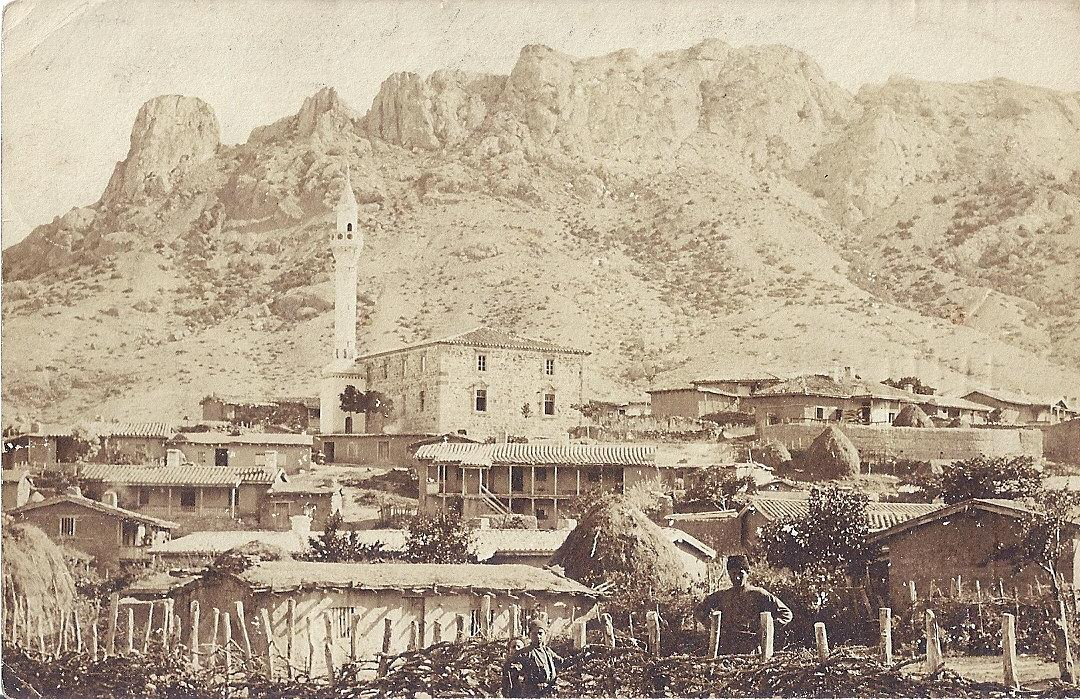
Аджи-Бей Джамі, 1915 рік

Мечеть була зведена наприкінці XVIII століття і використовувалася за призначенням до 1930-х років.
За свідченнями очевидців, поруч із мечеттю розташовувався фонтан. Підведення води до нього здійснювалося від джерела гори Ай-Георгія керамічними трубами. Водівник прокладали австро-угорські військовополонені у роки Першої світової війни.
За відомостями старожилів, на схід від мечеті знаходився мусульманський цвинтар. У 1930-х будівля була закрита і прийшла в запустіння. У 1939 році було знесено мінарет (вежа при мечеті, з якої закликають до молитви), а наприкінці 40-х років XX століття запустив фонтан. Після депортації кримських татар, які сповідують Іслам, будівлю мечеті пристосували під гуртожиток.
На початку 1990 років після масового повернення кримськотатарського народу на півострів мечеті повернули статус релігійної споруди.
Зусиллями місцевої мусульманської громади поступово почали її відновлювати. А за кілька років збудували гарний мінарет. У мечеті, як і раніше, ведуться різні роботи.